# إدوارد أ. بينيت
إدوارد أ. بينيت (بالإنجليزية: Edward A. Bennett) هو عسكري أمريكي، ولد في 11 فبراير 1920 في ميدلبورت في الولايات المتحدة، وتوفي في 2 مايو 1983.